# Rebel Moon - Part Two: The Scargiver
Rebel Moon – Part Two: The Scargiver és una pel·lícula d'òpera espacial èpica estatunidenca dirigida per Zack Snyder a partir d'un guió que va coescriure amb Kurt Johnstad i Shay Hatten, basat en una història que Snyder va concebre. És una seqüela directa de Rebel Moon – Part One: A Child of Fire (2023) i la segona part de la saga de dues parts. La pel·lícula té lloc a la lluna de Veldt, on Kora i la tripulació de guerrers s'aventuren a ajudar els grangers a defensar i lluitar per la seva llar contra el Món Mare. Sofia Boutella, Djimon Hounsou, Ed Skrein, Michiel Huisman, Doona Bae, Ray Fisher, Staz Nair, Fra Fee, E. Duffy, Charlotte Maggi, Stuart Martin, Cary Elwes i Anthony Hopkins repeteixen els seus papers de la primera part. S'ha subtitulat al català.
Rebel Moon - Part Two: The Scargiver es va estrenar a Netflix el 19 d'abril de 2024. El 2 d'agost de 2024 es va publicar la versió del director, titulada Rebel Moon (Segon capítol): La maledicció del perdó, també subtitulada al català.